# Haughton (Louisiana)
Haughton ist eine Kleinstadt (mit dem Status „Town“) im Bossier Parish im US-amerikanischen Bundesstaat Louisiana. Das U.S. Census Bureau hat bei der Volkszählung 2020 eine Einwohnerzahl von 4.539 ermittelt.
Haughton ist Bestandteil der Metropolregion Shreveport-Bossier City am Red River.

## Geografie
Haughton liegt im Nordwesten Louisianas, rund 15 km östlich des Red River und unweit der Grenzen zu Arkansas im Norden und Texas im Westen. Die geografischen Koordinaten von Haughton sind 32°31′48″ nördlicher Breite und 93°30′23″ westlicher Länge. Das Stadtgebiet erstreckt sich über eine Fläche von 10,9 km². 
Etwa einen Kilometer hinter der nordöstlichen Stadtgrenze befindet sich mit der Louisiana Army Ammunition Plant eine ehemalige Munitionsfabrik der US-Army, deren Gelände heute zum Teil von der Nationalgarde Louisianas genutzt wird.
Benachbarte Orte von Haughton sind Princeton (7,4 km nördlich), Doyline (9,1 km östlich), Red Chute (11,7 km westlich), Minden (17 km nordöstlich) und Eastwood (an der nordwestlichen Stadtgrenze).
Das Stadtzentrum von Shreveport liegt 27,5 km westlich. Die nächstgelegenen weiteren Großstädte sind Louisianas Hauptstadt Baton Rouge (383 km südöstlich), Louisianas größte Stadt New Orleans (500 km in der gleichen Richtung), Lafayette (337 km südsüdöstlich), Beaumont in Texas (352 km südsüdwestlich), Texas’ größte Stadt Houston (410 km südwestlich), Dallas in Texas (325 km westlich), Arkansas’ Hauptstadt Little Rock (325 km nordnordöstlich) und Mississippis Hauptstadt Jackson (328 km östlich).

## Verkehr
Entlang der nördlichen Stadtgrenze von Haughton verläuft in West-Ost-Richtung die Interstate 20, die die kürzeste Verbindung von Dallas nach Jackson bildet. Weiter nördlich verläuft der U.S. Highway 80 in der gleichen Richtung. Der Louisiana Highway 614 führt in West-Ost-Richtung als Hauptstraße durch das Zentrum von Haughton, nachdem er im westlichen  Stadtgebiet den in Nord-Süd-Richtung verlaufenden Louisiana Highway 157 gekreuzt hat. Alle weiteren Straßen sind untergeordnete Landstraßen, teils unbefestigte Fahrwege sowie innerörtliche Verbindungsstraßen.
Durch Haughton verläuft in West-Ost-Richtung eine Eisenbahnstrecke der Kansas City Southern.
Die nächsten Flughäfen sind der Shreveport Regional Airport (36,3 km westlich) und der größere Dallas/Fort Worth International Airport (359 km in der gleichen Richtung).

## Bevölkerung
Nach der Volkszählung im Jahr 2010 lebten in Haughton 3454 Menschen in 1317 Haushalten. Die Bevölkerungsdichte betrug 316,9 Einwohner pro Quadratkilometer. In den 1317 Haushalten lebten statistisch je 2,62 Personen. 
Ethnisch betrachtet setzte sich die Bevölkerung zusammen aus 78,2 Prozent Weißen, 18,2 Prozent Afroamerikanern, 0,6 Prozent amerikanischen Ureinwohnern, 0,5 Prozent Asiaten, 0,2 Prozent Polynesiern sowie 0,6 Prozent aus anderen ethnischen Gruppen; 1,6 Prozent stammten von zwei oder mehr Ethnien ab. Unabhängig von der ethnischen Zugehörigkeit waren 2,5 Prozent der Bevölkerung spanischer oder lateinamerikanischer Abstammung. 
27,6 Prozent der Bevölkerung waren unter 18 Jahre alt, 63,1 Prozent waren zwischen 18 und 64 und 9,3 Prozent waren 65 Jahre oder älter. 51,4 Prozent der Bevölkerung war weiblich.

Das mittlere jährliche Einkommen eines Haushalts lag bei 46.089 USD. Das Pro-Kopf-Einkommen betrug 22.474 USD. 19,8 Prozent der Einwohner lebten unterhalb der Armutsgrenze.